# Carlos Borges
Carlos Luis Borges, pseud. Lucho (ur. 14 stycznia 1932, zm. 5 lutego 2014 w Montevideo) – urugwajski piłkarz, grający na pozycji napastnika. Wzrost 166 cm, waga 68 kg. Uważany był za piłkarza wielkiej klasy, którego zaliczano do najwybitniejszych dryblerów. Pierwszy w historii zdobywca gola w Copa Libertadores.
W reprezentacji Urugwaju w latach 1954–1959 Borges rozegrał 35 meczów i zdobył 10 bramek. Wziął udział w mistrzostwach świata w 1954 roku, kiedy to Urugwaj zdobył czwarte miejsce. Zdobył w turnieju cztery bramki, zaliczając hat-trick w meczu ze Szkocją. Zagrał także w spotkaniach z Czechosłowacją, Anglią (zdobył 1 bramkę), Węgrami i Austrią.
Przez całą swoją karierę piłkarską grał głównie w klubie CA Peñarol, zaliczając także występy w argentyńskim klubie Racing Club de Avellaneda.